# Воля-Кожушкова
Воля-Кожушкова (пол. Wola Kożuszkowa) — село в Польщі, у гміні Єзьора-Великі Моґіленського повіту Куявсько-Поморського воєводства. Населення — 361 особа (2011).
У 1975-1998 роках село належало до Бидгощського воєводства.

## Демографія
Демографічна структура станом на 31 березня 2011 року:
|          | Загалом | Допрацездатний вік | Працездатний вік | Постпрацездатний вік |
| -------- | ------- | ------------------ | ---------------- | -------------------- |
| Чоловіки | 186     | 44                 | 132              | 10                   |
| Жінки    | 175     | 52                 | 97               | 26                   |
| Разом    | 361     | 96                 | 229              | 36                   |